# Rehab (bài hát của Rihanna)
"Rehab"  là một bài hát của nữ ca sĩ người Barbados Rihanna, nằm trong album phòng thu thứ ba của nữ ca sĩ, Good Girl Gone Bad (2007). Bài hát được hãng đĩa Def Jam Recordings gửi đến đài phát thanh contemporary hit radio tại Mỹ vào ngày 6 tháng 10 năm 2008, với vai trò là đĩa đơn thứ tám và là đĩa đơn cuối cùng trích từ album trên. Tại Anh Quốc, bài hát được phát hành dưới dạng đĩa CD vào ngày 8 tháng 12 năm 2008. Quá trình sáng tác bài hát "Rehab" bắt đầu từ khi Rihanna đi cùng Timbaland trong chuyến lưu diễn FutureSex/LoveShow của nam ca sĩ Justin Timberlake vào năm 2007. Timberlake viết bài hát với sự giúp đỡ từ một số nhà sản xuất thu âm như Hannon Lane và Timbaland, đồng thời cũng là nghệ sĩ góp giọng trong bài hát. "Rehab" là một bài hát R&B có nhịp độ vừa phải với phần điệp khúc đầy xúc cảm sầu muộn. Nội dung bài hát chủ yếu xoay quanh những kí ức đau buồn của nhân vật nữ chính khi nghĩ về người tình cũ, vốn được ví như một căn bệnh ở trong bài hát.
Bài hát từng vươn lên vị trí top 10 trong các bảng xếp hạng âm nhạc tại Áo, Đức, Hà Lan và Na Uy. Bài hát từng đạt được vị trí thứ 16 trên bảng xếp hạng UK Singles Chart và vị trí thứ 18 trên bảng xếp hạng Hot 100 của tạp chí âm nhạc Billboard của Mỹ. "Rehab" còn được Hiệp hội Công nghiệp ghi âm Hoa Kỳ (RIAA) cấp chứng nhận 2× đĩa Bạch kim. Video âm nhạc của bài hát kéo dài hơn 4 phút, do Anthony Mandler làm đạo diễn, được đăng tải vào ngày 13 tháng 12 năm 2009 trên YouTube. Video lấy bối cảnh tại công viên Vasquez Rocks Park phía ngoài thành phố Los Angeles. Vào năm 2009, video âm nhạc đã đoạt giải Urban Music Awards cho hạng mục Video âm nhạc xuất sắc nhất. Rihanna từng biểu diễn trực tiếp ca khúc tại hai chuyến lưu diễn Good Girl Gone Bad Tour (2007–09) và Last Girl on Earth (2010–11).

## Sản xuất và phát hành

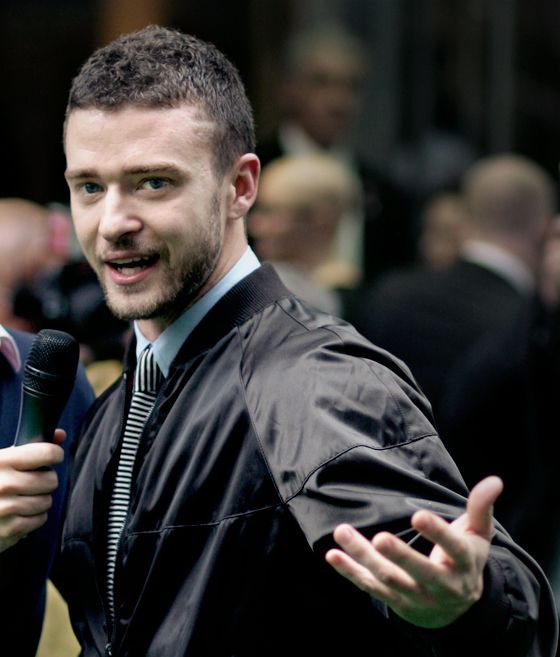
Theo lời Rihanna, Timberlake viết lời cho ca khúc "ở trong tâm trí. Anh ấy không viết lời ra giấy. Anh ấy chỉ bước vào phòng thu và hát thôi."

"Rehab" là một trong số ba bài hát do Timbaland đảm nhiệm phần sáng tác và sản xuất trong album Good Girl Gone Bad của Rihanna. Timbaland khi ấy cùng đi lưu diễn với Justin Timberlake để quảng bá album phòng thu FutureSex/LoveSounds năm 2006 của nam ca sĩ, vốn cũng do Timbaland sản xuất. Sau khi hoàn thành một đêm biểu diễn tại Chicago, cả hai người cùng Rihanna vào phòng thu thử nghiệm phần nhạc nền và giai điệu. Vài tuần sau, bộ ba lại gặp mặt nhau tại Thành phố New York. Tại phòng thu, Timberlake đã lên ý tưởng về một ca khúc dành cho Rihanna. Timbaland đặt tên cho bài hát là "Rehab" và sản xuất phần nhạc nền, sau đó Timberlake đã ứng tác ca khúc trên phần nhạc nền đó. Hannon Lane là người đồng sáng tác cũng như đồng sản xuất cho ca khúc này, trong khi kĩ sư âm nhạc Demo Castellon là người thu âm và phối nhạc cho ca khúc tại phòng thu âm Roc The Mic ở Thành phố New York. Rihanna và Timbaland cũng hợp tác cho ra đời các ca khúc "Sell Me Candy" và "Lemme Get That", tất cả đều nằm trong album Good Girl Gone Bad.
Chia sẻ với tạp chí Entertainment Weekly, Timberlake ví "Rehab" như một "cầu nối để Rihanna được công nhận là người trưởng thành trong ngành công nghiệp âm nhạc". Rihanna chia sẻ với Robert Copsey từ trang web Digital Spy rằng cô rất thích làm việc với Timberlake, và đã học được rất nhiều điều từ khoảng thời gian hợp tác giữa hai người. Cô kể lại:
"Làm việc cùng với Timberlake trong phòng thu đơn giản là thật tuyệt vời. Anh ấy là một anh chàng vui nhộn, khiến cho khoảng thời gian hợp tác giữa chúng tôi trở nên thật thú vị. Khi nói đến lời ca thì phải nói anh ấy là một thiên tài."
"Rehab" là đĩa đơn thứ tám và cũng là đĩa đơn cuối cùng trích từ album phòng thu thứ ba của Rihanna mang tên Good Girl Gone Bad (2007). Theo tạp chí âm nhạc Rap-Up của Mỹ, hai bài hát "Breakin' Dishes" và "Rehab" trước đây từng là hai bài hát mà Rihanna lựa chọn làm đĩa đơn, nhưng cuối cùng chỉ duy nhất "Rehab" lại được nữ ca sĩ chọn. Hãng đĩa Def Jam Recordings đã gửi bài hát cho đài phát thanh contemporary hit radio tại Mỹ vào ngày 6 tháng 10 năm 2008. Vào ngày 3 tháng 11 năm 2008, bài hát được gửi đến các đài phát thanh rhythmic contemporary và urban contemporary. Tại Anh Quốc, "Rehab" được phát hành vào ngày 8 tháng 12 năm 2008 thông qua hãng đĩa Mercury Records dưới dạng CD bao gồm một phiên bản nằm trong album và một phiên bản nhạc không lời. Đĩa đơn cũng được phát hành dưới dạng nhạc số vào cùng ngày tại Ireland. Một buổi biểu diễn trực tiếp bài hát được ghi hình lại trong buổi diễn ở Manchester trong chuyến lưu diễn Good Girl Gone Bad Tour (2007–09), và được phát hành dưới dạng nhạc số trên iTunes Store sau đó tại Anh Quốc và Ireland. Màn trình diễn này cũng được bao gồm trong DVD Good Girl Gone Bad Live của nữ ca sĩ.
Ngày 12 tháng 12 năm 2008, "Rehab" cùng với phiên bản không lời được phát hành trên iTunes và 7digital tại 10 quốc gia, gồm Úc, Ý, New Zealand, Tây Ban Nha và Thụy Sĩ. Tháng 1 năm 2009, bài hát được phát hành dưới dạng CD tại Đức, bao gồm phiên bản trong album và phiên bản không lời giống như ở Anh Quốc. Cũng trong đầu năm đó, Timbaland đã kí hợp đồng với tập đoàn viễn thông Verizon Communications. Nội dung bản hợp đồng ghi rõ ông sẽ sáng tác nhạc độc quyền cho người dùng của thương hiệu điện thoại di động BlackBerry Storm. Đối chiếu theo nghĩa vụ hợp đồng, ông bắt buộc phải làm việc cùng với nhiều nghệ sĩ khác và phối lại các bài hát của họ. Khách hàng của tập đoàn Verizon có thể tải xuống những ca khúc này mà không mất thêm chi phí nào khác. "Rehab" là bài hát đầu tiên được phối lại trong dự án, phiên bản phối lại này của bài hát được phát hành tại Mỹ và Canada vào ngày 19 tháng 5 năm 2009 trên iTunes.

## Sáng tác
"Rehab" là một bản power ballad thuộc thể loại R&B có nhịp phách sau vừa phải. Theo như bản nhạc khuông do Sony/ATV Music Publishing phát hành, bài hát được sáng tác ở cung Sol thứ, ở nhịp 4
4 và có giai điệu chậm rãi. Giọng hát của nữ ca sĩ kéo dài gần 1,5 quãng tám, từ nốt F3 đến nốt B♭4 (tức từ nốt Fa đến nốt Si giáng). Bài hát bắt đầu với đoạn nhạc string do Stevie Blacke thể hiện, cùng với các giai điệu của các loại đàn như vĩ cầm, cello và trống lục lạc hòa quyện với giai điệu của nhạc cụ phím do Hannon Lane chơi. Sau đoạn nhạc, Rihanna hát lên câu mở đầu của bài hát: "Baby, baby, when we first met, I never felt something so strong".
Các nhà phê bình đặc biệt chú ý điểm tương đồng giữa cấu trúc của "Rehab" và cấu trúc của một số bài hát do Timberlake trình bày, ví dụ như "What Goes Around... Comes Around" hay "Cry Me a River". Spence D. từ IGN cho rằng bài hát sở hữu một "giai điệu R&B", tương tự như các đĩa đơn được phát hành trước đó của Rihanna. Trong một cuộc phỏng vấn với Margeaux Watson cho tạp chí Entertainment Weekly, Rihanna giải thích ý nghĩa của bài hát:
"'Rehab' là một bài hát đầy tính ẩn dụ. Từ 'Rehab' ở đây đơn giản mang nghĩa là chúng tôi phải quên đi người đàn ông đó. Vì vậy nên chúng tôi đã đề cập đến việc phải vào trại cai nghiện, tức là chúng tôi phải quên đi những quá khứ với người đàn ông ấy. Chúng tôi còn so sánh anh ta là một căn bệnh và là một cơn nghiện nữa."
Watson sau đó đã gọi bài hát là một "bản ballad tương tư".
Chú thích
1. ↑  String là nhóm nhạc cụ gồm các nhạc cụ thuộc bộ dây có cung vĩ thuộc Họ vĩ cầm.
2. ↑  Dịch nghĩa: "Anh yêu à, từ khi chúng ta gặp nhau thì em đã cảm thấy rằng tình yêu sẽ không mãnh liệt rồi."

## Đánh giá chuyên môn
Rodney Dugue đến từ báo The Village Voice cho rằng "Rehab" là một trong những bài hát nổi trội nhất trong album Good Girl Gone Bad, trong khi nhà phê bình Sarah Rodman từ báo The Boston Globe đã gọi bài hát này là bài hát quan trọng nhất của album. Quentin B. Huff từ tạp chí PopMatters đã gọi bài hát là "viên ngọc tí hon" và đã so sánh bài hát với đĩa đơn "Take a Bow" năm 1994 của nữ ca sĩ Madonna hợp tác với Babyface. Tạp chí Billboard đã nhận xét rằng bài hát là một bài hát nổi bật trong album, với "phần bè uyển chuyển của Timberlake, phần sản xuất căng tràn, và sự đối lập giữa giai điệu của nhạc cụ dây và guitar." Shanel Odum từ tạp chí Vibe đã nhận thấy rằng phần lớn album bao gồm những bài hát có nhịp độ cao, vì thế nên những bản ballad trong album dần trở thành điểm yếu của nó, nhưng rốt cuộc lại được "cứu vớt" bởi chính "Rehab". Spence D. từ IGN đã khẳng định rằng Rihanna và Timberlake là một cặp đôi tâm đầu ý hợp, tất cả là nhờ quãng âm tương đồng trong giọng hát của họ. Nhà phê bình còn viết thêm rằng bài hát "đã quay trở lại với một giai điệu nhạc R&B phong cách cũ của Rihanna, một tiết tấu được xây dựng bởi những tiếng rung lắc của trống lục lạc và những tiếng gảy của đàn guitar nhạc acoustic cùng với một nhịp sau được sắp xếp khôn khéo trong bài hát." Doug Rule của tạp chí Metro Weekly đã miêu tả bài hát là "mang tính đặc trưng và hấp dẫn, tuy nhiên tính tương đồng giữa ca khúc và một số nhạc phẩm xuất sắc nhất của Timberlake là điều không thể nhầm lẫn được", trong khi Sylvia Patterson từ báo The Guardian lại ví "Rehab" là một "câu chuyện về tình yêu bị thất lạc đầy sầu bi".
Tom Breinan từ trang web Pitchfork Media đã nhận xét rằng Rihanna "đã tiến gần hơn trong việc khắc họa một thứ giống như cảm xúc con người, nhưng cô vẫn được giọng hát giống như một con robot được lập trình để đóng giả một Alanis Morissette." Neil Drumming từ Entertainment Weekly miêu tả ca khúc là một "liều chính kịch âm hưởng có một nhịp độ vừa phải đem lai nỗi buồn được dùng quá liều". Sal Cinquemani từ tạp chí Slant Magazine đã cho rằng "Rehab" đã chứng tỏ được "khả năng tuyệt vời của Timberlake trong việc sáng tác lời của các bài hát liên quan đến những cái mông khêu gợi hoặc những 'cái ấy' nằm trong hộp"—ám chỉ đến các đĩa đơn năm 2006 của Timberlake gồm "SexyBack" và "Dick in a Box".

## Video âm nhạc

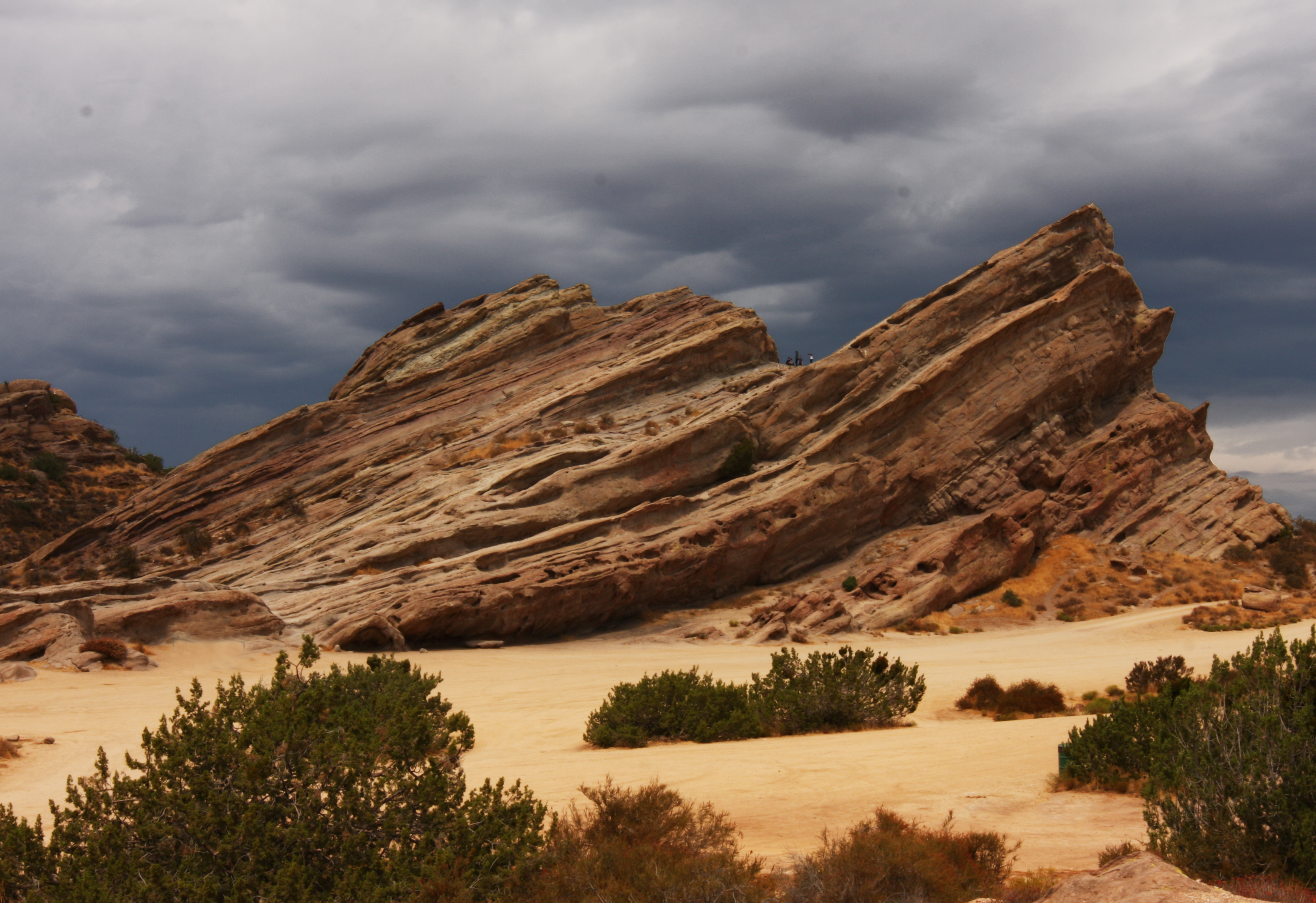
Video âm nhạc "Rehab" lấy bối cảnh ở công viên Vasquez Rocks Park (ảnh), phía ngoài thành phố Los Angeles.

Rihanna đã ghi hình một video âm nhạc cho ca khúc cùng với Justin Timberlake tại công viên Vasquez Rocks Park phía ngoài thành phố Los Angeles vào ngày 22 tháng 10 năm 2008. Video do Anthony Mandler đạo diễn, anh là người trước đó đã từng đóng vai trò tương tự trong các video âm nhạc của nữ ca sĩ như "Take a Bow" và "Disturbia". Những hình ảnh hậu trường của video cũng được phát tán trên mạng cùng ngày. Tim Nixon đến từ báo The Sun đã viết rằng "chất xúc tác đỏ rực nồng nàn" giữa Rihanna và Justin Timberlake trước đó là một thứ rất khó để cho các cặp đôi có thể cảm nhận được. Simon Reynolds từ trang Digital Spy đã nói rằng người tình lúc bấy giờ của Timberlake, Jessica Biel, "được cho là 'ngán đến tận cổ' khi thấy cảnh Rihanna mặc một bộ đồ mát mẻ khi quay phim cùng Justin Timberlake." Video được ra mắt vào ngày 17 tháng 11 năm 2008, trên kênh MTV.
Timberlake kể lại với chương trình tin tức về ngành giải trí Access Hollywood:
"Tôi đóng vai người tình cũ trong đoạn video ấy, vì thế nên tôi phải cho khán giả thấy được sự bấp bênh trong mối quan hệ của chúng tôi. Nhưng thay vào đó thì chúng tôi đã có một khoảng thời gian tuyệt vời vì gần như bất cứ lúc nào chúng tôi cũng có thể đùa giỡn quanh khu vực phim trường được."

Các cảnh quay khác nhau trong video, bao gồm cảnh Rihanna đứng dựa người vào một chiếc xe mui trần giữa nơi sa mạc vào ban ngày (trên) và cảnh Rihanna và Timberlake yên vị bên cạnh một chiếc "ngôi nhà di động" vào ban đêm (dưới).

Video bắt đầu với cảnh Rihanna mặc bộ trang phục khá mát mẻ có họa tiết như lưới đánh cá, đứng dựa người vào một chiếc xe mui trần tại sa mạc. Timberlake, khoác lên mình một chiếc áo khoác tối màu và một chiếc quần bò, lái một chiếc xe mô tô tiến gần lại nơi Rihanna đứng. Khi tới nơi, anh cởi bỏ chiếc áo khoác nặng nề của mình và đứng "tắm" dưới dòng nước nhuộm hồng trước khi gửi lời chào đến Rihanna, khi ấy đang đứng bên cạnh "ngôi nhà di động" hãng Airstream của mình. Sau màn chào hỏi, cặp đôi trườn lên mui trước của chiếc xe ô tô loại cũ lúc trước và quấn quýt lấy nhau. Trong suốt đoạn video, khán giả có thể thấy được Rihanna và Timberlake tạo nhiều kiểu dáng khác nhau, từ gợi cảm cho đến "phòng thủ". David Balls của trang Digital Spy nhận xét: "Cặp đôi ca sĩ nhạc pop đã thể hiện vai diễn của mình một cách đầy mãnh liệt và khêu gợi mà chẳng tốn nhiều công sức. Chẳng có gì ngạc nhiên khi biết rằng người phụ nữ của Timberlake lại có một cảm giác còn trên cả tuyệt vời." Tim Nixon từ báo The Sun thì lại viết "Hình ảnh của một Rihanna gợi cảm—mặc trên người một loạt những bộ trang phục như đang trêu ngươi người xem—"quằn quại" cùng với Justin thật đúng là một bữa tiệc chiêu đãi." Trong cuốn sách Post Cinematic Affect xuất bản năm 2010 của mình, Steven Shaviro đã viết: "Trong các video âm nhạc "Rehab", "Love Sex Magic" và 4 Minutes", Timberlake đã "tỏa ra một làn nhiệt gợi dục", và những video âm nhạc trên "có thể được đối chiếu với các video âm nhạc của các bài hát trích từ album Future Sex/Love Sounds của Timberlake, có thể được giáo sư nổi tiếng Joshua Clover mô tả mang tính thuyết phục là một sự đổi chác "thân hữu" giữa Timberlake và nhà sản xuất thu âm thân thuộc với nam ca sĩ, Timbaland". Video đã giành giải Video âm nhạc xuất sắc nhất tại Giải Urban Music Awards 2009 tại Mỹ.

## Diễn biến xếp hạng
"Rehab" ra mắt trên bảng xếp hạng Billboard Hot 100 của Mỹ tại vị trí thứ 91 vào ngày 22 tháng 11 năm 2008, và từng đạt vị trí xếp hạng cao nhất là 18, trở thành đĩa đơn thứ 12 của Rihanna được lọt vào top 20 tại Mỹ. Bài hát còn từng đạt vị trí thứ 17 trên bảng xếp hạng Pop Songs của tạp chí Billboard và vị trí thứ 52 trên bảng xếp hạng Hot R&B/Hip-Hop Songs. Bài hát từng vươn lên vị trí thứ 19 trên bảng xếp hạng Canadian Hot 100 sau khi được xếp hạng lần đầu tiên ở vị trí thứ 56 trên bảng xếp hạng này vào số phát hành 6 tháng 12 năm 2008. Bài hát ra mắt trên bảng xếp hạng Australian ARIA Singles Chart tại Úc tại thứ hạng 37 vào ngày 17 tháng 11 năm 2008 và đạt vị trí cao nhất ở vị trí thứ 26, trở thành đĩa đơn thứ 12 nằm trong top 30 trong nhiều tuần liên tiếp. Tại New Zealand, bài hát ra mắt trên bảng xếp hạng đĩa đơn tại nước này ở vị trí thứ 24 vào ngày 27 tháng 10 năm 2008, và từng vươn lên vị trí thứ 12. Ngày 11 tháng 1 năm 2009, bài hát được Hiệp hội Công nghiệp ghi âm New Zealand cấp chứng nhận Vàng sau 12 tuần xếp hạng tại quốc gia này.
"Rehab" xuất hiện lần đầu tiên trên bảng xếp hạng UK Singles Chart tại vị trí thứ 51 vào ngày 22 tháng 11 năm 2008. Sau hai tuần, bài hát trở thành bài hát thành công nhất trên bảng xếp hạng, khi vươn lên trên 27 thứ hạng, đạt vị trí thứ 24, và đạt vị trí cao nhất ở hạng 16 vào tuần tiếp đó. Hơn 160.000 bản sao của bài hát đã được bán ra tại Anh Quốc. Tại đất nước Áo, bài hát ra mắt ở vị trí thứ 33 trên bảng xếp hạng Ö3 Austria Top 40 và đạt vị trí thứ 9, là thứ hạng cao nhất của nó trên bảng xếp hạng. Tại Đức, bài hát đã có thời điểm đạt vị trí thứ 4 và trở thành đĩa đơn thứ sáu của nữ ca sĩ lọt vào top 5 tại quốc gia này. Tại Hà Lan, bài hát ra mắt ở vị trí thứ 18 trên bảng xếp hạng Dutch Top 40 vào số xuất bản ngày 17 tháng 1 năm 2009, và đạt vị trí cao nhất là thứ 3 sau 4 tuần xếp hạng. Tại Na Uy, bài hát ra mắt ở vị trí thứ 19 và sau đó leo lên hạng 4, trở thành đĩa đơn thứ bảy của Rihanna được lọt vào top 5 tại quốc gia này. Tại Slovakia, bài hát đạt thứ hạng 8 trên bảng xếp hạng đĩa đơn, là vị trí cao nhất của nó, trở thành đĩa đơn thứ năm của Rihanna lọt vào top 10 trên phương diện quốc tế. Bài hát còn đạt được vị trí quán quân tại Isreal, là đất nước đầu tiên mà đĩa đơn có thể giành được vị trí cao đến như vậy.

## Danh sách bài hát và định dạng
- Đĩa đơn CD / Nhạc số[14][18]

1. "Rehab" — 4:54
2. "Rehab" (Instrumental) — 4:54

- Nhạc số độc quyền tại Anh Quốc và Ireland[14][61]

1. "Rehab" (Live from MEN Arena, UK, ngày 6 tháng 12 năm 2007 - Stereo) — 4:46[A]
2. "Rehab" (Video) — 4:45

- Nhạc số độc quyền tại Mỹ và Canada[62]

1. "Rehab" (Timbaland Remix) — 3:30

## Bảng xếp hạng và doanh số chứng nhận
| Bảng xếp hạng (2008–2009)                | Vị trí cao nhất |
| ---------------------------------------- | --------------- |
| Úc (ARIA)                                | 26              |
| Áo (Ö3 Austria Top 40)                   | 9               |
| Bỉ (Ultratip Flanders)                   | 14              |
| Bỉ (Ultratip Wallonia)                   | 6               |
| Canada (Canadian Hot 100)                | 19              |
| Cộng hòa Séc (Rádio Top 100)             | 25              |
| Đan Mạch (Tracklisten)                   | 16              |
| Châu Âu Hot 100 Singles (Billboard)      | 13              |
| Đức (GfK)                                | 4               |
| Hungary (Rádiós Top 40)                  | 21              |
| Ireland (IRMA)                           | 22              |
| Ý (FIMI)                                 | 21              |
| Hà Lan (Dutch Top 40)                    | 3               |
| New Zealand (Recorded Music NZ)          | 12              |
| Na Uy (VG-lista)                         | 4               |
| Slovakia (Rádio Top 100)                 | 8               |
| Thụy Điển (Sverigetopplistan)            | 28              |
| Thụy Sĩ (Schweizer Hitparade)            | 13              |
| Anh Quốc (OCC)                           | 16              |
| Hoa Kỳ Billboard Hot 100                 | 18              |
| Hoa Kỳ Hot R&B/Hip-Hop Songs (Billboard) | 52              |
| Hoa Kỳ Pop Airplay (Billboard)           | 19              |

| Quốc gia    | Chứng nhận (Theo doanh số) |
| ----------- | -------------------------- |
| New Zealand | Vàng                       |

| Bảng xếp hạng (2009)     | Vị trí |
| ------------------------ | ------ |
| Austrian Singles Chart   | 74     |
| Canadian Hot 100         | 89     |
| Dutch Top 40             | 44     |
| European Hot 100 Singles | 93     |
| Swiss Singles Chart      | 65     |
| UK Singles Chart (2008)  | 139    |